# Diadegma alpicola
Diadegma alpicola là một loài tò vò trong họ Ichneumonidae.